# D12 (hunebed)
Hunebed D12 is een portaalgraf. Het ligt ten zuidwesten van Eext in de Nederlandse provincie Drenthe. Het hunebed is onderzocht en gerestaureerd in 1952.
Het ligt tamelijk afgelegen op de Kamp Akkers, een es, nabij Eext. Het hunebed is slechts te bereiken via een zandpad, dat overgaat in een graspad. 

## Bouw
Het hunebed D12 is een van de kleinere hunebedden. Het is 6,8 meter lang en 2,8 meter breed.
Meerdere stenen van het hunebed zijn gebroken. De drie aanwezige dekstenen zijn in de grafkelder gevallen. Er stond lange tijd een boom tegen dit hunebed aan, maar deze is bij de grond afgezaagd.

## Geschiedenis
Het hunebed is in 1918 onderzocht door de archeoloog Albert van Giffen. Hij vermeldt drie dekstenen die steunen op de drie draagstenen. Er is ook nog een sluitsteen.
Johannes van Lier vermeldt dat er urnen in omgekeerde stand door 'ene voorzichtigen hand' gevonden zijn. Ook is er een kraaghalsflesje gevonden. Ze staan afgebeeld op tekeningen uit 1760.

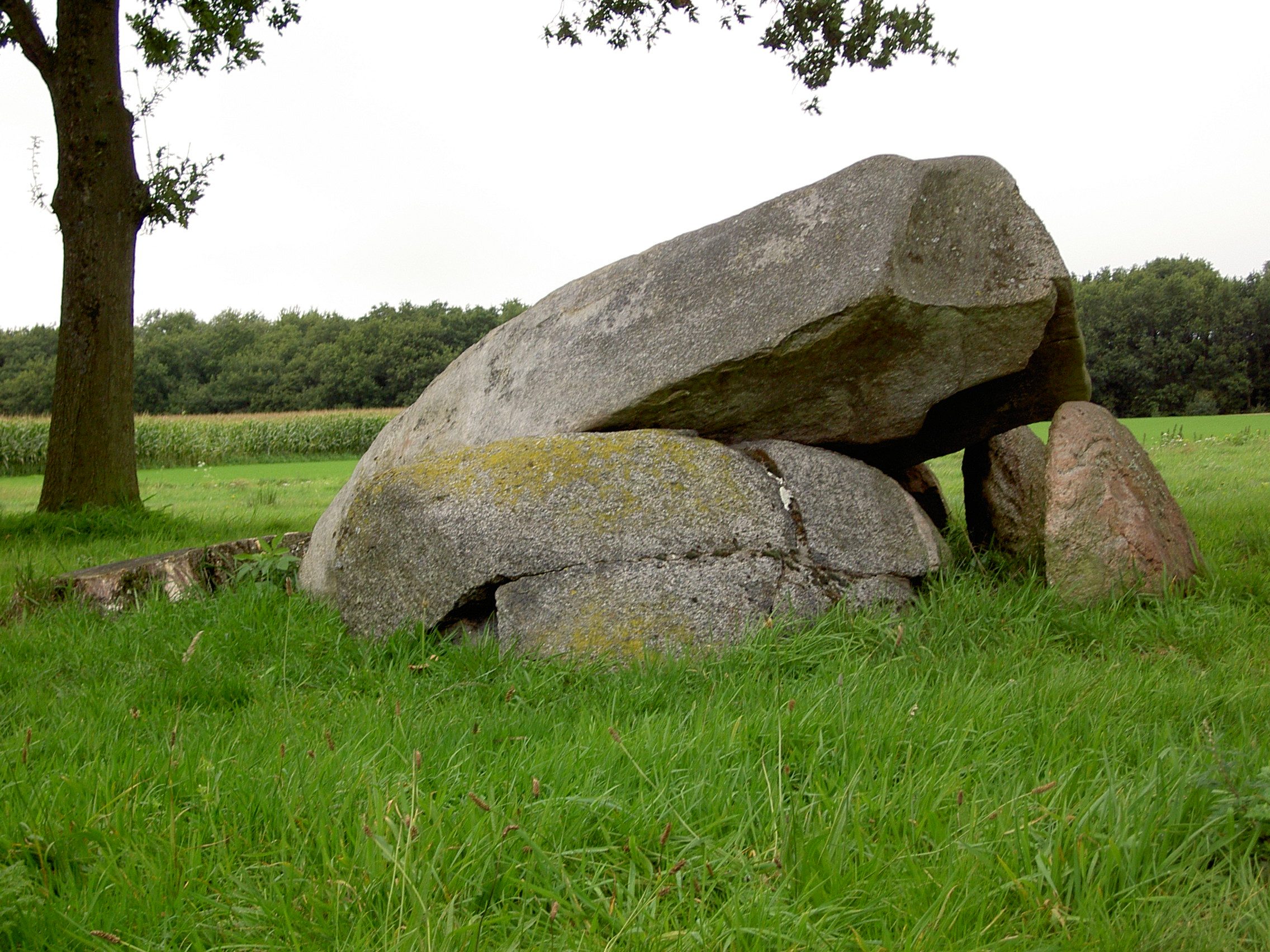
D12 met gebroken (en met cement opgevulde) steen en bij de grond afgezaagde boom
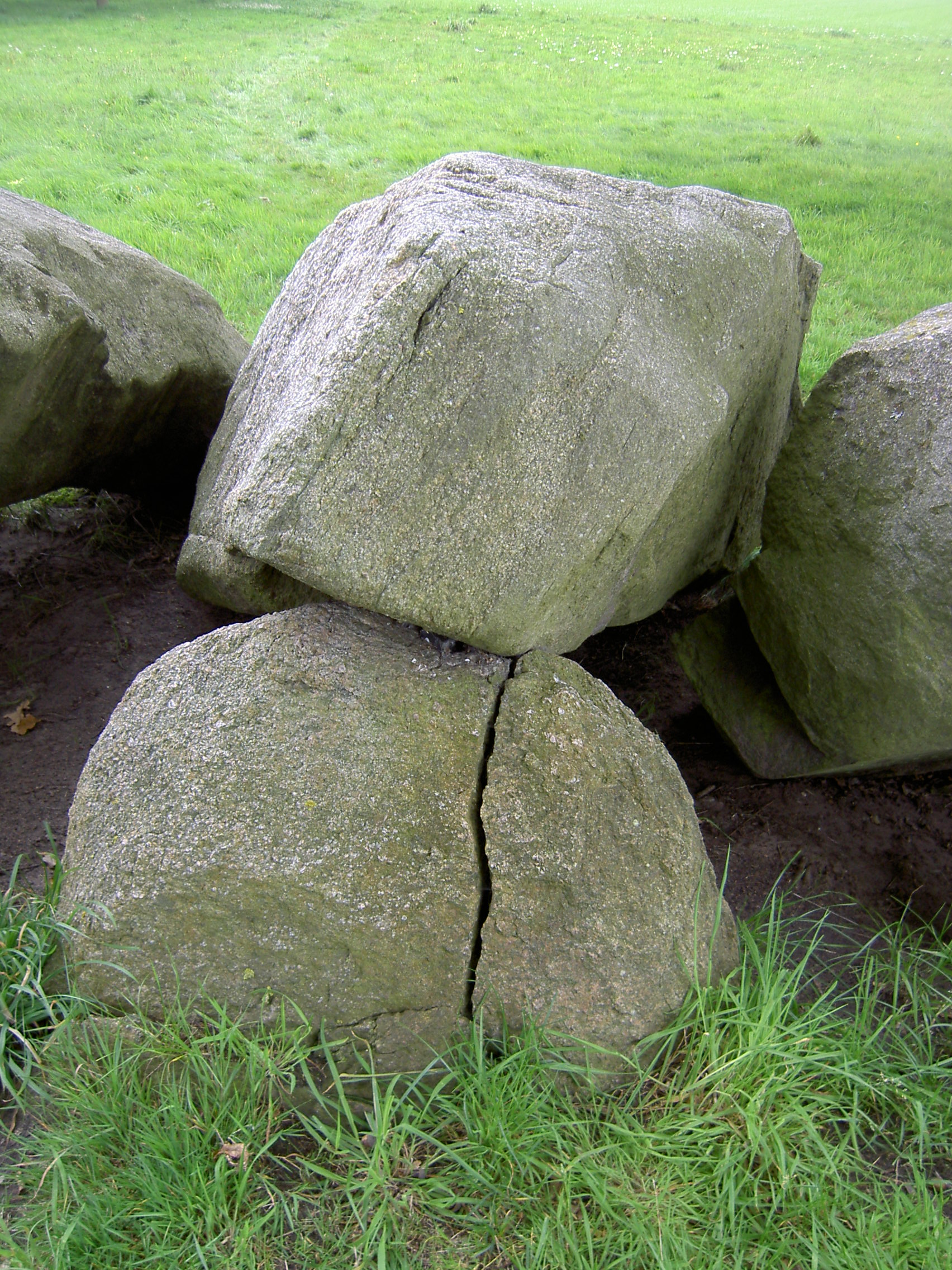
Gebroken steen